# Juan de Dios Martínez
Juan de Dios Martínez Mera (Guayaquil, 9 de março de 1875 – Guayaquil, 27 de outubro de 1955) foi um advogado e político equatoriano. Sob filiação do Partido Liberal Radical, ocupou o cargo de presidente de seu país entre 5 de dezembro de 1932 e 19 de outubro de 1933.

## Presidência
As eleições presidenciais do Equador em 1931 deram a vitória ao conservador Neptalí Bonifaz, que foi desqualificado por liberais e socialistas. Assim se originou a Guerra dos Quatro Dias (1932), cujo desfecho levou o liberal Alberto Guerrero Martínez a assumir o poder e a convocar as eleições presidenciais de 1932, nas quais triunfou Juan de Dios Martínez Mera.
Até agora, Martínez Mera foi o único presidente em exercício que foi desqualificado pelo Congresso e forçado a renunciar. José María Velasco Ibarra liderou esta desclassificação. Historiadores seguiram a tese de Velasco Ibarra na primeira das acusações e alguns também na segunda. Hoje, a segunda acusação foi distorcida: a política internacional de Martínez Mera foi prudente. E a acusação de fraude é duvidosa.
Martínez tomou posse no dia 5 de dezembro às três da tarde. O presidente declarou que governaria de acordo com os princípios do Partido Liberal e depois passou do Congresso, que funcionava no mesmo palácio do governo, para o terraço com vista para a Plaza de la Independencia. Assim que ele apareceu, houve um apito que a Polícia queria reprimir, mas o presidente não permitiu. Ingressou no gabinete apenas com liberais, entre os quais se destacou o Ministro do Governo, José María Pérez Echenique; o Ministro das Relações Exteriores, Antonio Quevedo, e o Ministro da Guerra, General Juan Francisco Orellana. "No início de seu governo", diz o embaixador Francisco Guarderas, "a derrota sofrida pelo bonifacismo (os conservadores) me colocou nas fileiras da resistência. Como deputado e membro do Conselho Consultivo não poupei minhas críticas à pessoa do Magistrado e seu Governo...; , não pude ignorar a eficiência e correção de sua conduta nos poucos meses em que esteve dirigindo os negócios do Estado".
A redução da taxa de juros das operações hipotecárias impulsionou a estagnação da produção, mas despertou a inimizade dos detentores de títulos e dos bancos. Em 1933, as exportações atingiram apenas 4,2 milhões de dólares, o menor nível desde 1878. Zombados pela desqualificação de Neptalí Bonífaz e ainda sangrando pela Guerra dos Quatro Dias, os conservadores radicalizaram a oposição na Serra e contribuíram para criar um clima populista. Uma parte da imprensa captou boatos contra o governo. A personalidade severa de Martínez Mera contribuiu para torná-lo impopular junto ao povo e ao Congresso. Em 17 de maio de 1933, três batalhões da guarnição de Riobamba se levantaram. O gabinete renunciou. Martínez constituiu um segundo gabinete de prestígio entre os quais se destacou Catón Cárdenas no Ministério da Educação, Augusto Alvarado Olea na Fazenda e Francisco Guarderas nas Relações Exteriores. Mas a oposição dos Bonifacistas também começava a se juntar à oposição liberal.
Velasco Ibarra acusou-o de ter sido eleito com fraude e de ter conduzido a política internacional de forma inepta durante o conflito de Leticia entre Peru e Colômbia. Através do Tratado Muñoz Vernaza-Suárez de 1916, a Colômbia obteve grandes áreas da região nordeste do Equador. Seis anos depois, a Colômbia os trocou com o Peru em troca de um corredor que dava acesso à Amazônia. O corredor foi chamado de trapézio de Letícia. Dez anos depois, em 1932, tropas peruanas ocuparam aquele porto fluvial de Letícia; consequentemente, uma guerra eclodiu entre a Colômbia e o Peru. O populismo que invadiu a política equatoriana acreditava que havia chegado a hora de uma aliança com a Colômbia. Equador e Colômbia podem derrotar o Peru. Esses fogos de artifício foram alimentados pela própria Colômbia, embora nunca oficialmente. Martínez Mera agiu com prudência, consultou os órgãos competentes, seguiu a opinião do brilhante ministro das Relações Exteriores Quevedo e recusou-se a jogar com qualquer das partes. O tempo deu razão, porque pouco a pouco Colômbia e Peru fizeram as pazes, e o Peru devolveu o porto usurpado. O governo de Martínez Mera evitou assim uma guerra em território equatoriano e uma aliança militar nunca proposta oficialmente pela Colômbia, um vizinho que ao longo de sua história republicana foi geralmente indiferente à causa equatoriana em seu conflito com o Peru.
A Constituição de 1929 deu ao Congresso amplos poderes para desafiar e censurar ministros e até mesmo todo o gabinete. Com os votos dos parlamentares viciados no governo, José Vicente Trujillo foi eleito presidente do Congresso amigo do presidente Em 15 de agosto de 1933, o presidente da Câmara dos Deputados, Velasco Ibarra, pediu perante o Plenário do Congresso a renúncia do Presidente da República porque a eleição de Martínez havia sido fraudulenta, porque todo o Equador se opunha a ele, porque da falta de um clima de paz, pela falta de preocupação em resolver os problemas econômicos e pelo manejo equivocado do problema internacional. A moção foi aceita por 48 votos a 22, apesar de o Congresso de 1932 ter dado um voto de aplauso ao agora condenado tratamento da política externa. Martínez Mera recusou-se por escrito a renunciar e refutou os argumentos apresentados.
Em seguida, o Congresso puniu o Gabinete com um voto de desconfiança por ter demonstrado solidariedade com o presidente. Isso refutou o voto do Congresso. Era 17 de agosto. O Congresso ratificou a desconfiança, pelo que o segundo Gabinete renunciou. Martínez formou um terceiro Gabinete, o Congresso estendeu sua desconfiança a ele e a luta continuou. Sete gabinetes foram desqualificados, mas o presidente não cedeu à tentação de dissolver o Congresso e sempre formou gabinetes apenas com liberais.

Em 9 de outubro, o diretório liberal abandonou Martínez Mera. O Congresso o acusou de querer se estabelecer como ditador. No dia 14, o presidente refutou as acusações feitas contra ele, principalmente em assuntos internacionais. Concluiu assim a sua réplica: "Já te ouço dizer que a tua consciência é a prova da minha culpa... (...)... prova, você é o próprio processo que legitima suas sentenças; mas então, você também é a ditadura". Nesse mesmo dia o presidente foi a Guayaquil. No dia 17, o Senado, presidido por José Vicente Trujillo, destituiu o presidente. Apenas os senadores José Rafael Bustamante, Cristóbal Tobar Subía, Manuel T. Maldonado e Alberto Acosta Soberón, apesar de serem membros da oposição, eles não aprovaram o relatório condenatório do Senado sobre assuntos internacionais. Nesse mesmo dia, Martínez Mera escreveu uma mensagem dirigida aos equatorianos. Em sua conclusão disse:
"Quando eu sair da capital da República, não pensem, nem mesmo aqueles de vocês que foram meus inimigos gratuitos, que trago no peito o menor vestígio de rancor. Nunca sonhei com poder ou vingança; sonho com justiça ... (... ) ... Se horas de angústia -a sorte proíbe- vierem à República, retraindo-se em vós, no inviolável santuário da consciência, asseguro-vos que quanto mais leais vos mostrardes a ela, tanto mais você justificará minha conduta com seu veredicto desapaixonado".